# V467 Большой Медведицы
V467 Большой Медведицы (лат. V467 Ursae Majoris) — двойная затменная переменная звезда типа W Большой Медведицы (EW) в созвездии Большой Медведицы на расстоянии приблизительно 2619 световых лет (около 803 парсеков) от Солнца. Видимая звёздная величина звезды — от +12,87m до +12,72m. Орбитальный период — около 0,4494 суток (10,786 часов).